# Karel Heijting
Karel Heijting (ur. 1 maja 1883 w Kuotarjo, zm. 1 sierpnia 1951 w Paryżu) – piłkarz holenderski grający na pozycji pomocnika. W swojej karierze rozegrał 17 meczów w reprezentacji Holandii.

## Kariera klubowa
W swojej karierze piłkarskiej Heijting grał w klubie HVV Den Haag. W sezonach 1904/1905, 1906/1907 i 1909/1910 wywalczył z nim trzy mistrzostwa Holandii.

## Kariera reprezentacyjna
W reprezentacji Holandii Heijting zadebiutował 1 kwietnia 1907 roku w przegranym 1:8 towarzyskim meczu z Anglią, rozegranym w Hadze. W 1908 roku na Igrzyskach Olimpijskich w Londynie zdobył brązowy medal. Od 1907 do 1910 roku rozegrał w kadrze narodowej 17 meczów.